# カンボジアの地方行政
カンボジアの地方行政（-ちほうぎょうせい）
本稿では、カンボジア王国の地方行政システムについて概観する。

## 地方行政区画の種類
カンボジアの地方行政区画には、(1)州 (khet,province) －郡 (srok,district) －町 (khum,commune) という系列と、(2)特別市 (krong,municipality) －区 (khan,district/section) －地区 (sankhat,commune/quater) という系列との、2系列がある。州と特別市とは同格である（州と特別市とを合わせて、以下「州等」という）。なお、町や地区の下に村 (village) という組織があるが、これは憲法上の設置根拠を有する組織ではなく、いわば町内会のような存在にすぎない（ただ、カンボジア王国内では、地元の長老等が担っている村長職を政党による任命職にすべきとの主張もある）。

## 各地方行政区画の性格
州等や郡及び区（郡と区とを合わせて、以下「郡等」という）は、カンボジア王国中央政府の出先機関（地方事務所）であって、自治体ではない。州等や郡等には、それぞれ中央政府各省の出先機関が置かれ、内務省職員である州知事（又は特別市長）及び郡長（又は区長）が管轄地域内の各出先機関の事務の連絡調整を行なっている。
町及び地区（町と地区とを合わせて、以下「町等」という）は、2001年3月の「町・地区行政運営法」及び「町・地区選挙法」に基づき設置された自治体である。町等は厳正拘束名簿式比例代表制の直接選挙により選ばれた評議員からなる評議会が置かれ、条例 (decca) を制定するとともに、評議会議長（第1党が候補者名簿の最上位に置いた候補者）が事務を統括する。町等の主たる事務は住民間の紛争の調停や開発計画の策定である。